# Shahzad Anwar
Shahzad Anwar – pakistański trener piłkarski.

## Kariera trenerska
W 2008 i 2013 tymczasowo prowadził narodową reprezentację Pakistanu. Trenował również kluby, m.in. PAF FC.